# Žiga Dimec
Žiga Dimec, slovenski košarkar, * 20. februar 1993, Celje.
Je robustni center iz Celja, ki je opozoril nase v sezoni 2013/2014 v slovenskem klubu KK Rogaška pod vodstvom trenerja Novakoviča. Povprečno je dosegal v Ligi Telemach 12 točk in 5 skokov na tekmo. Njegov napredek so zaznali tudi v ZDA, kamor so ga povabile NBA ekipe na enomesečni t. i. workout.  Workout je opravil optimalno, saj je bil celo kandidat za drugi krog izbora. Na naboru kasneje sicer ni bil izbran, a se je z agentom Borisom Gorencem odločil, da naredi korak naprej in je za sezono 2015/2016 podpisal z novomeško Krko, kjer je igral v močnejših tekmovanjih (liga ABA, pokal FIBA). Še naprej je menjal klube in igral za Primorsko. V sezoni 2020/21 je postal igralec Cedevite Olimpije, kjer pa je nekoliko manj na igrišču. 
Poročen je z Adrijano (Brečko) Dimec. Z njo ima dva otroka, in sicer sina Maksa in hčer Auroro.

## Reprezentanca
Bil je redni član mladinskih selekcij in je leta 2009 nastopil na Evropsko prvenstvo do 16 let divizije B, leta 2010 in 2011 na Evropsko prvenstvo do 18 let divizije A in leta 2012 na Evropsko prvenstvo do 20 let divizije A (prirejeno v Sloveniji). Najboljšo statistiko je imel leta 2011, ko je igral skoraj 30 minut na tekmo in dosegal po 11,5 točk in 6 skokov. Jure Zdovc ga je povabil na priprave članske reprezentance v sklopu priprav na Evropsko prvenstvo 2015, vendar se na prvenstvo ni uvrstil. Dve leti kasneje je bil med člani slovenske reprezentance. Leta 2020 jeseni znova manjka zaradi poškodb in posledično slabše forme. Selektor Sekulić ga je znova uvrstil med pomembne reprezentante. Igralec je dokazal, da je koristen del ekipe na tekmah v Litvi in na olimpijadi v Tokiju.   